# Osama (cráter)
Osama es un pequeño cráter de impacto perteneciente a la cara visible de la Luna. Está situado sobre el Lacus Felicitatis, y sus vecinos más cercanos son otros dos pequeños cráteres: Ina (con el que linda al norte) y Dag (al norte de Ina).
|  |  |

El cráter tiene una forma ligeramente alargada, y su profundidad es de unos 69 m. En la parte occidental de su cuenco se localiza un cráter aún más pequeño, y en la parte norte de su suelo muestra un área de alto albedo. 

## Designación
El nombre procede de una designación originalmente no oficial, contenida en la página 41C3/S1 de la serie de planos del Lunar Topophotomap de la NASA, que fue adoptada por la UAI en 1976.